# The Plains (Wirginia)
The Plains – miasto w Stanach Zjednoczonych, w stanie Wirginia, w hrabstwie Fauquier.